# Maltus
Maltus è un pianeta immaginario che comparve in numerosi fumetti della DC Comics. Il Pianeta esistette nell'universo principale condiviso, chiamato Universo DC. È il pianeta che i Guardiani dell'Universo abitarono prima di muoversi e stabilirsi definitivamente su Oa. Maltus fu anche il pianeta d'origine dei Controllori e delle Zamarons.

## Storia
Maltus è la casa di un'antica civiltà quasi dimenticata che diede vita ai Maltusiani; una razza che infine si evolse nei Guardiani dell'Universo, nei Controllori e nelle Zamarons oltre 10 miliardi di anni fa nell'Universo DC. Maltus è conosciuto per essere stato un pianeta estremamente sovrappopolato che serviva da casa ad una razza umanoide colpita dalla povertà con il potere innato di divenire i potenti Guardiani (Oani). Il nome "Maltus" è un riferimento al demografo britannico Thomas Robert Malthus.
Mentre progredivano tecnologicamente, Maltus soffrì di severi problemi dovuti alla sovrappopolazione, come descritto in Green Lantern n. 81, durante l'avventura Lanterna Verde/Freccia Verde alla fine degli anni settanta.
Fu rivelato in Secret Origins n. 23 che la vita si era evoluta su Maltus similmente a quella sulla Terra. Maltus ebbe la sua era di creature simili ai dinosauri molto prima dell'era dell'uomo. Fu anche rivelato che una nuova forma di vita nacque su Maltus, chiamata "simbionte". Il simbionte si fuse con la razza umanoide e diede loro un intelletto altamente avanzato, insieme all'abilità di divenire immortali. Si scoprì anche che era il simbionte la fonte dei poteri donati agli umanoidi che poi divennero i Guardiani dell'Universo.
I Guardiani, i Controllori e le Zamarons infine lasciarono Maltus per andare avanti secondo i loro piani. I Guardiani si stabilirono su Oa, mentre le Zamarons si ritirarono sul pianeta Zamaron, mentre il nome del pianeta dei Controllori rimane sconosciuto.

### Millennium
Maltus fu descritto in modo più esaustivo negli eventi di Millennium, quando i Guardiani e le Zamarons arrivarono sulla Terra per creare i Nuovi Guardiani. In Secret Origins n. 23, Heru (Guardiano) e Nadia (Zamaron) dissero ai nuovi Guardiani le loro origini.

### Trinity
Maltus ricomparve nella miniserie del 1993 Trinity che introdusse il Triarca, un trio di Dei Maltusiani. Fu durante questo crossover che i Maltusiani rivelarono un'antica profezia a proposito della Lanterna Verde John Stewart.

### R.E.B.E.L.S.
Recentemente, Maltus si rivelò essere la casa della forza L.E.G.I.O.N.E. di Vril Dox. Fu anche il primo pianeta a cadere sotto Starro il Conquistatore quando la sua avanguardia prese il controllo dei pacificatori di Dox con la forza. Da allora la popolazione del pianeta fu trasformata in schiavi mentali di Starro, con un pugno di resistenti. Maltus serve correntemente come casa base dell'ultima invasione di Starro.